# 阿耶韦
阿耶韦是西班牙阿拉贡自治区韦斯卡省的一个镇。